# Sylvicola albicornis
Sylvicola albicornis är en tvåvingeart som först beskrevs av Edwards 1923.  Sylvicola albicornis ingår i släktet Sylvicola och familjen fönstermyggor.
Artens utbredningsområde är Jamaica. Inga underarter finns listade i Catalogue of Life.